# Nucli amigdaloide
El nucli amigdaloide (o, simplement, amígdala) és una massa de substància grisa, de forma i grandària d'una ametlla, situada a la part anterior de la circumvolució de l'hipocamp. Tot i que, col·loquialment, s'usa el terme "amígdala" en singular, el que hi ha en realitat són dues amígdales, la dreta i l'esquerra, una a cada hemisferi cerebral. Forma part de les parets de la porció inferior del ventricle lateral. L'amígdala reconeix els estímuls o situacions rellevants i actua sobre l'hipotàlem i altres estructures del cervell i origina les respostes fisiològiques que caracteritzen la majoria de les emocions.
Comprèn dos grups principals de neurones anomenats complex amigdaloide corticointern i complex amigdaloide basoextern.